# 磷酸鹽
磷酸鹽（phosphate，符号：PO3−
4），是磷酸的鹽，在無機化學、生物化學及生物地質化學上是很重要的物質。

## 化學特性

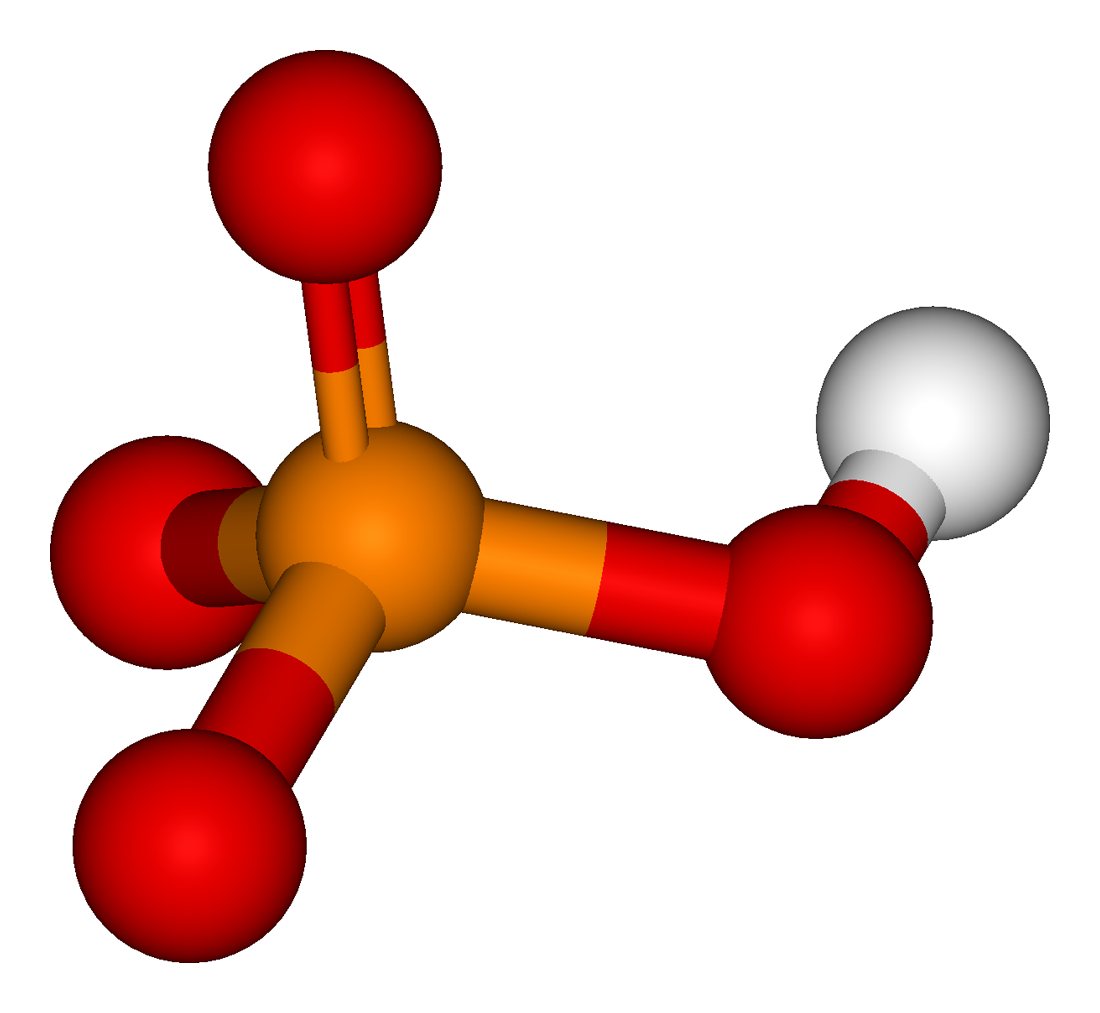
磷酸氫根（H_{}PO_{4}^{2−}）分子的模型。中間橙色的是磷原子，紅色的是氧原子，而白色的是氫原子。

在酸性溶液下磷酸官能團的結構式。在鹼性的溶液下，該官能團會釋放兩個氫原子，並離化磷酸鹽帶有-2的形式電荷。

磷酸鹽離子是一個多原子的離子，其實驗式是PO43−，而分子量是94.97。它包含一個磷原子，並由四個氧原子所包圍，形成一個正四面體。磷酸鹽離子帶有-3的形式電荷，且是磷酸氫鹽離子（HPO42−）的共軛鹼；磷酸氫鹽離子則是磷酸二氫鹽離子（H2PO4−）的共軛鹼；而磷酸二氫鹽離子又是磷酸（H3PO4）的共軛鹼。它是一個超價分子（磷原子在其電子層有著10個電子）。如果磷酸鹽作为一种有機磷化合物就被称为磷酸酯，其化學式為OP(OR)3。
除了一些鹼金屬外，大部份磷酸鹽，在標準狀態下，都是不可溶於水的。
在稀釋的水溶液中，磷酸鹽以四種形式存在。在強鹼環境下，磷酸鹽離子（PO43−）會較多；而在弱鹼的環境下，磷酸氫鹽離子（HPO42−）則較多。在弱酸的環境下，磷酸二氫鹽離子（H2PO4−）較為普遍；而在強酸的環境下，則水溶的磷酸（H3PO4）是主要存在的形式。更精確的就是以下三種平衡反應：
{\displaystyle H_{3}PO_{4}\rightleftharpoons H^{+}+H_{2}PO_{4}^{-}}
{\displaystyle H_{2}PO_{4}^{-}\rightleftharpoons H^{+}+HPO_{4}^{2-}}
{\displaystyle HPO_{4}^{2-}\rightleftharpoons H^{+}+PO_{4}^{3-}}
在25℃的環境下有以各種不同的酸度係數（mol/L）：
{\displaystyle K_{a1}={\frac {[H^{+}][H_{2}PO_{4}^{-}]}{[H_{3}PO_{4}]}}\simeq 7.5\times 10^{-3}{\mbox{，}}}
{\displaystyle K_{a2}={\frac {[H^{+}][HPO_{4}^{2-}]}{[H_{2}PO_{4}^{-}]}}\simeq 6.2\times 10^{-8}{\mbox{，}}}
{\displaystyle K_{a3}={\frac {[H^{+}][PO_{4}^{3-}]}{[HPO_{4}^{2-}]}}\simeq 2.14\times 10^{-13}}
若在強鹼的pH值下（pH=13），可以發現：
{\displaystyle {\frac {[H_{2}PO_{4}^{-}]}{[H_{3}PO_{4}]}}\simeq 7.5\times 10^{10}{\mbox{ , }}{\frac {[HPO_{4}^{2-}]}{[H_{2}PO_{4}^{-}]}}\simeq 6.2\times 10^{5}{\mbox{ , }}{\frac {[PO_{4}^{3-}]}{[HPO_{4}^{2-}]}}\simeq 2.14}
可見只有磷酸鹽（PO43−）及磷酸氫鹽（HPO42−）是主要的成份。 
若在中和的pH值下（例如原生質，pH=7.0），可以發現：
{\displaystyle {\frac {[H_{2}PO_{4}^{-}]}{[H_{3}PO_{4}]}}\simeq 7.5\times 10^{4}{\mbox{ , }}{\frac {[HPO_{4}^{2-}]}{[H_{2}PO_{4}^{-}]}}\simeq 0.62{\mbox{ , }}{\frac {[PO_{4}^{3-}]}{[HPO_{4}^{2-}]}}\simeq 2.14\times 10^{-6}}
所以只有磷酸二氫鹽（H2PO4−）及磷酸氫鹽（HPO42−）離子是主要成份（當中62%是H2PO4−，38%是HPO42−）。需要留意的是在細胞外體液（其pH約為7.4），這個比例會倒轉（61%是HPO42−，39%是H2PO4−）。
若在強酸的pH值下（pH=1），可以發現：
{\displaystyle {\frac {[H_{2}PO_{4}^{-}]}{[H_{3}PO_{4}]}}\simeq 0.075{\mbox{ , }}{\frac {[HPO_{4}^{2-}]}{[H_{2}PO_{4}^{-}]}}\simeq 6.2\times 10^{-7}{\mbox{ , }}{\frac {[PO_{4}^{3-}]}{[HPO_{4}^{2-}]}}\simeq 2.14\times 10^{-12}}
可見H3PO4，相較於H2PO4−是最多的。實際上HPO42−及PO43−會接近消失。
磷酸鹽可以形成聚合離子的二磷酸鹽（亦即焦磷酸鹽，P2O74−）、三磷酸鹽（P3O105−）等。多種的偏磷酸鹽離子都有著一個實驗式的PO3−，且是在普遍在多種化合物。
磷酸鹽礦產可以包含大量自然產生的鈾。若吸收了這些土壤改良劑可以引致農作物含有鈾成份。

## 生理特性
磷酸盐在人体与组织结构、代谢、调节有关，是重要生理生化物质。摄取过多磷酸盐且血中磷酸盐过高，则与心血管疾病、肾脏病有关。
磷酸盐常做为加工食品和速食的添加剂，也普遍存在于调味软饮料、某些奶制品中，以上食物吃多有碍健康。

## 出現

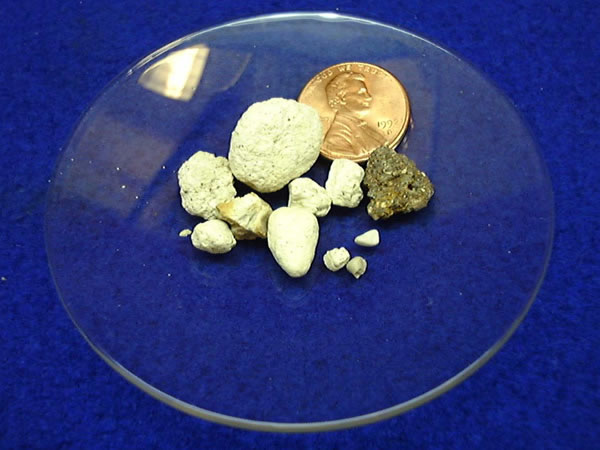
磷酸石樣本

磷酸鹽是元素磷自然產生的形態，在多種磷酸鹽礦物中可以找到。元素的磷或是磷化物是很難發現的（只有極少量在隕石中可以找到）。在礦物學及地質學，磷酸鹽是指含有磷酸鹽離子的石或礦石。
在北美洲最大型的磷礦粉礦床位於美國的佛羅里達州中部、愛德荷州的索達斯普陵、北卡羅萊那州沿岸區域。而其次的是位於蒙大拿州、田納西州、喬治亞州及南卡羅萊那州近查爾斯頓。瑙魯這個細少的島國就曾經是有著大量高質素的磷酸鹽礦產，但現時已被大量挖掘。磷礦粉亦可以在納弗沙島、摩洛哥、突尼西亞、以色列、多哥及約旦找到，這些地方亦有大量的磷酸鹽礦業。
在生物中，磷是以溶液中游離的磷酸鹽離子的形態出現，稱為「無機磷酸鹽」，這是要與其他在磷酸酯中的磷酸鹽作出區別的。無機磷酸鹽是會以Pi來表示，它可以是由焦磷酸鹽（以PPi來表示）水解而得：
{\displaystyle P_{2}O_{7}^{4-}+H_{2}O\rightarrow 2HPO_{4}^{2-}}
但是，磷酸鹽最普遍是以一磷酸腺苷（AMP）、二磷酸腺苷（ADP）、三磷酸腺苷（ATP）、脫氧核糖核酸（DNA）及核糖核酸（RNA）的形式出現，且可以經由水解ADP或ATP而被釋放出來。對於其他的二磷或三磷核苷亦有相似的反應。在ADP及ATP，或其他二磷及三磷核苷中的磷酸酐鍵，包含著大量的能量，所以它們在生物中有著重要的地位。它們一般會被稱為高能磷酸磷，就像在肌肉組織中的磷酸肌酸一樣。一些如膦的化合物在有機化學上亦會被使用，但它卻似乎沒有自然的相應物。
由於磷酸鹽對生物的重要性，所以在生態學上，它是高度被採集。因此，它在環境中往往是限量試劑，而它的可得性則決定生物成長的速度。將大量的磷酸鹽加入缺乏磷酸鹽的環境或微生物環境中，會對生態有著重大的影響。例如，某一種生物的暴漲會使其他生物死亡。另外耗氧的種群也會消亡（參見富營養化）。在污染的問題下，磷酸鹽是總溶解固體量（一種主要的水質指標）的主要成份。

## 用途

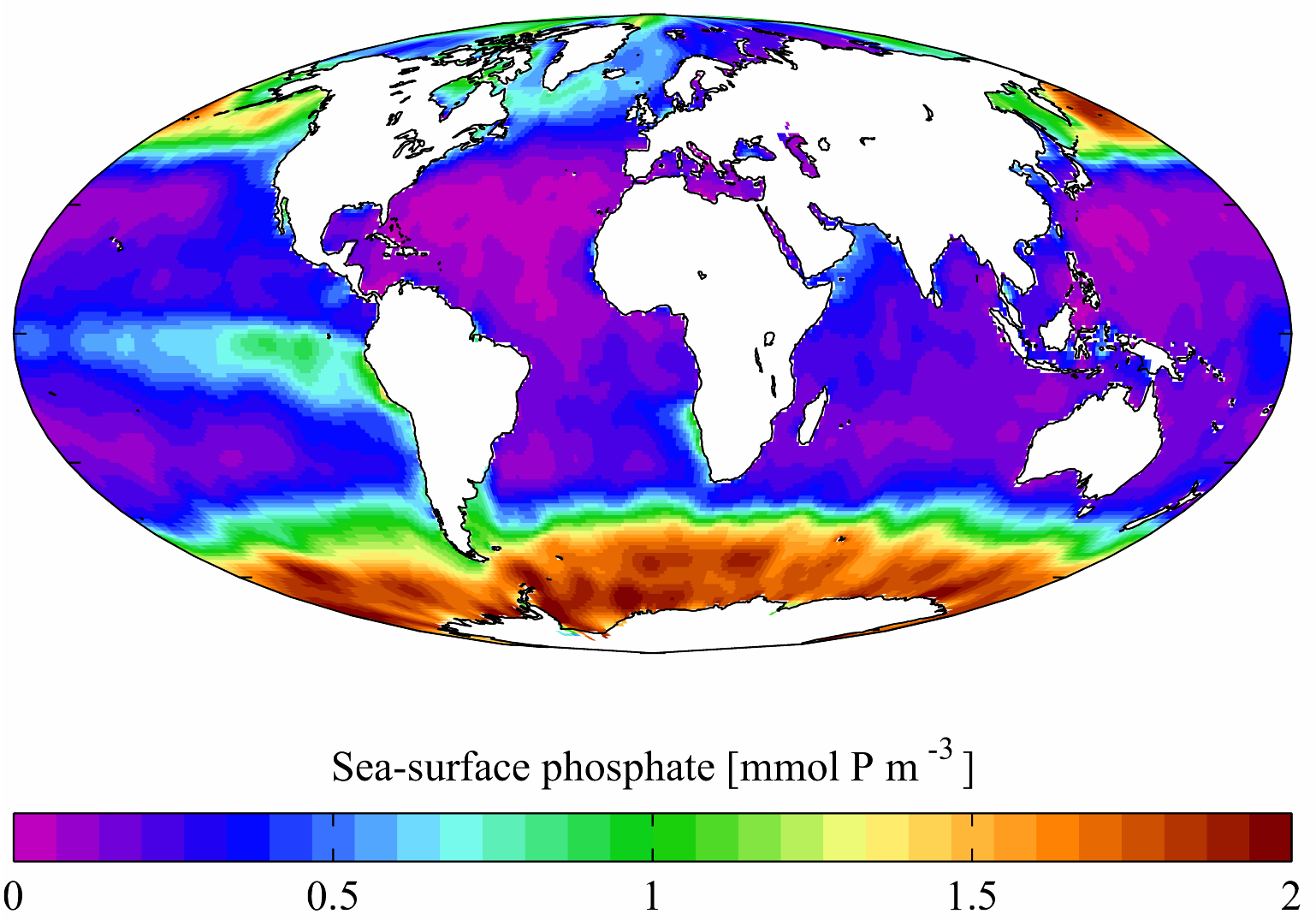
每年平均海水表面的磷酸鹽濃度

磷酸鹽一般會用在清潔劑中作為軟水劑，但是因為磷酸鹽的排放會影響藻類的繁榮衰退，所以在某些地區磷酸鹽清潔劑是受到管制的。
在農業上，磷酸鹽是植物的三種主要養份之一，且是肥料的主要成份。磷礦粉是從沉積岩的磷層中開採。以前它在開採後不用加工便可使用，但現時未加工的磷酸鹽只會用在有機耕種上。一般它都是會化學加工製成過磷酸石灰、重過磷酸鈣或磷酸二氫銨，它們的濃度都較磷酸鹽高，且較易溶於水，所以植物可以較快吸收。
肥料級數一般有三個數字：第一個是指氮的數量，第二個是指磷酸鹽的數量（以P2O5作基準），而第三個是指鹼水（以K2O作基準）。所以一個10-10-10的肥料就每種成份各有10%，而其他的則是填充物。
從過度施肥的農地逕流的磷酸鹽會是富營養化、赤潮及其後缺氧的起因。這就像磷酸鹽清潔劑一樣會引起魚類及其他水生生物的缺氧。

## 延伸閱讀
- Schmittner Karl-Erich; Giresse Pierre. . Sedimentology (Roussillon, France). 1999, 46 (3): 463–476.